# Konfirmation

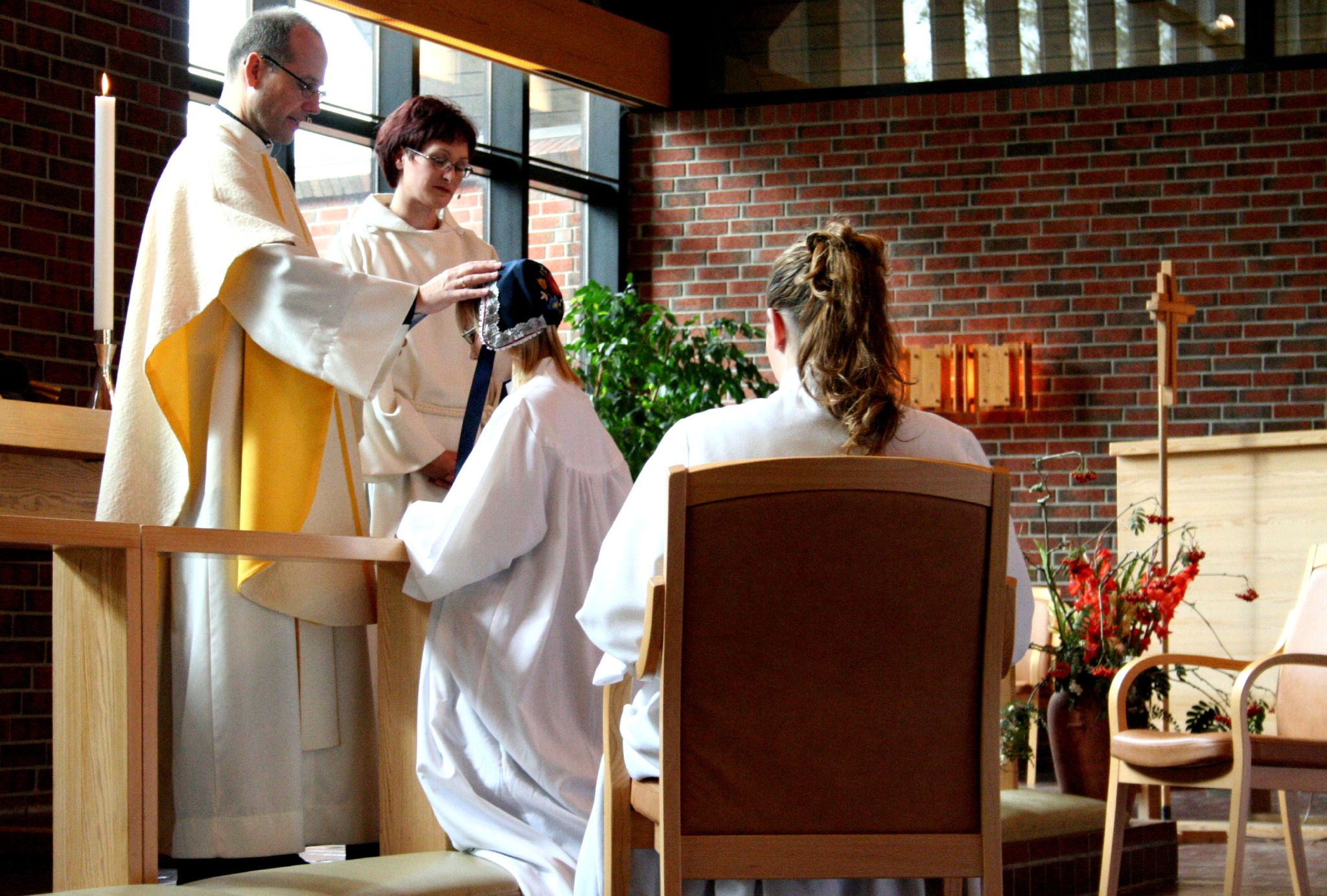
Konfirmationsritus in der norwegischen evangelisch-lutherischen Staatskirche

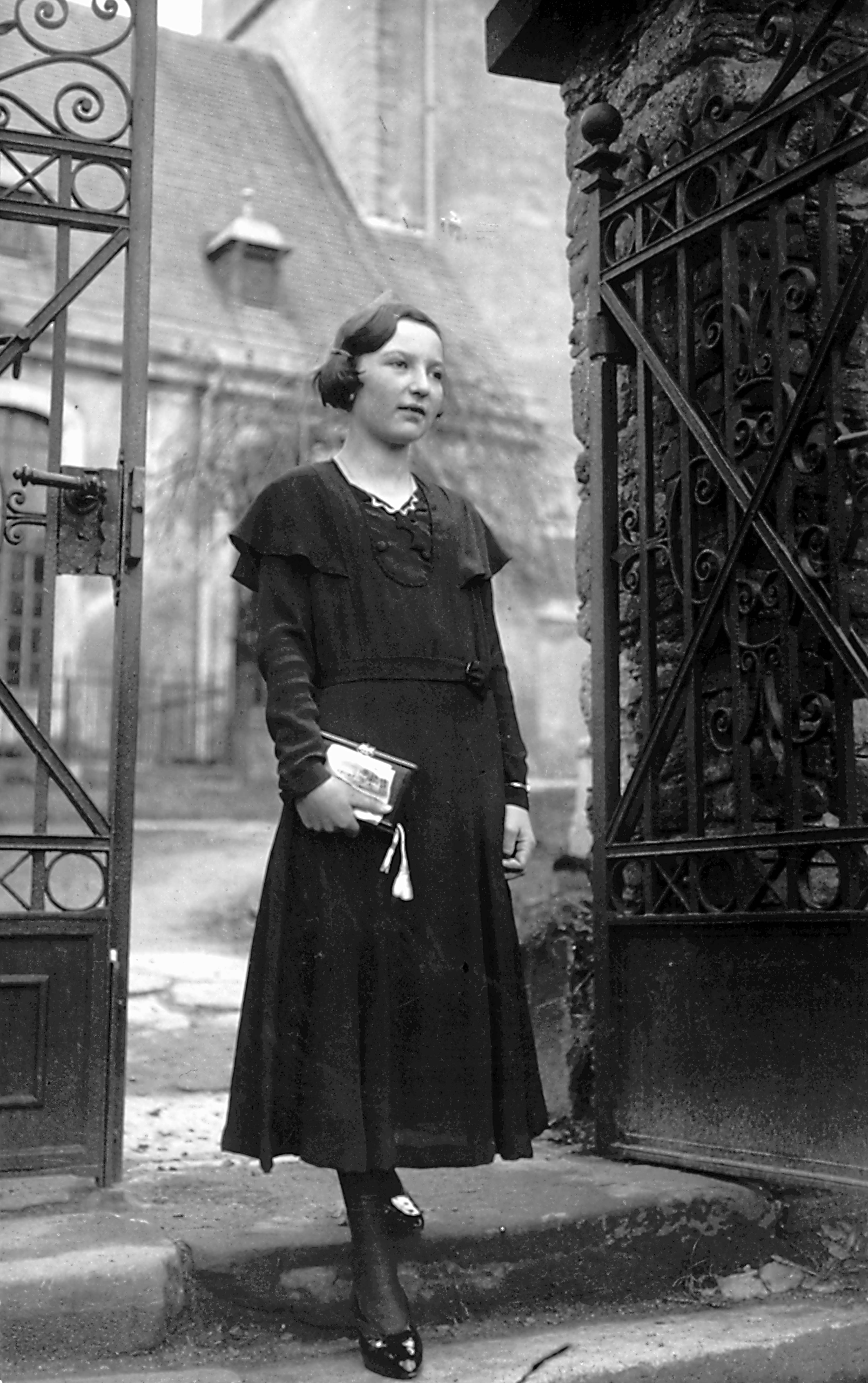
Konfirmandin vor einer Dorfkirche 1933

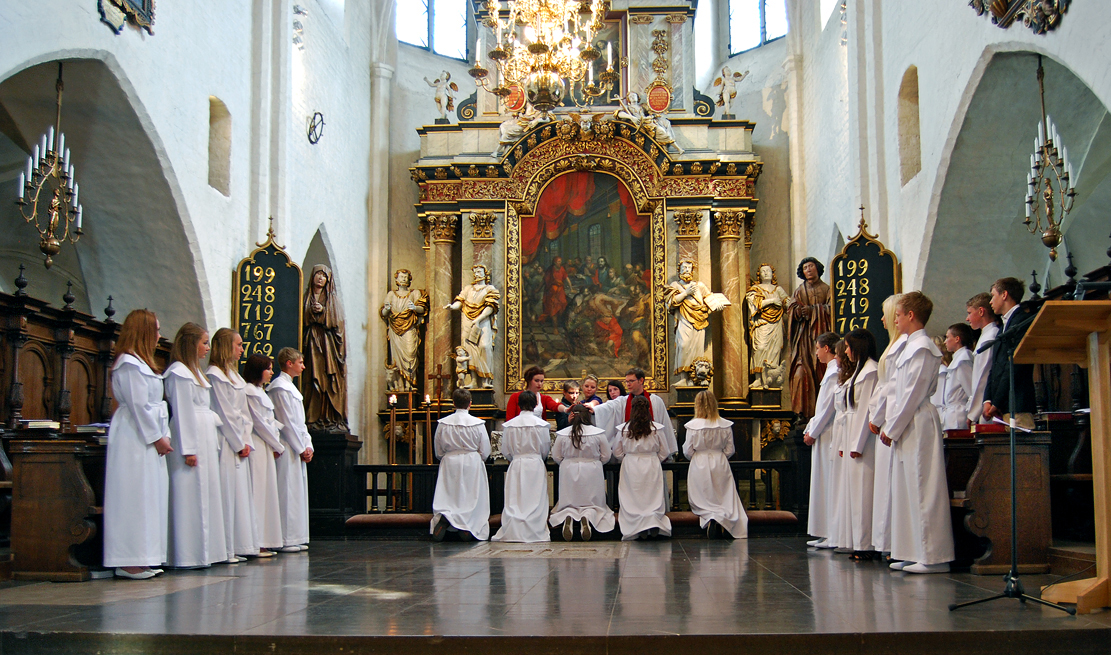
Schwedische Konfirmanden in Alben in der Sankt-Marien-Kirche, 2011, Ystad.

Konfirmation (lateinisch confirmatio „Befestigung“, „Bekräftigung“, „Bestätigung“) ist ein feierliches öffentliches Glaubensbekenntnis gefolgt von einer individuellen Segenshandlung in den meisten evangelischen Kirchen, in der Neuapostolischen Kirche, der Apostolischen Gemeinschaft und in der Christengemeinschaft. Da das mit der Konfirmation verbundene Bekenntnis zur Kirchenzugehörigkeit die Religionsmündigkeit voraussetzt, wird die Konfirmation meist im Alter von 14 oder 15 Jahren gefeiert.
Im Gegensatz zur Firmung (lateinisch confirmatio) gilt sie jedoch, außer in der Christengemeinschaft, nicht als Sakrament, wie es die römisch-katholische Kirche, die anglikanische und altkatholische Kirche sowie alle orthodoxen und orientalischen Kirchen verstehen. Die begriffliche Unterscheidung zwischen Firmung und Konfirmation, wie sie im Deutschen durchklingt, gibt es allerdings in den meisten anderen Sprachen nicht.
Weil die Konfirmation bis zur Verlegung des Schuljahresendes in den Sommer und der Verlängerung der Schulpflicht für die meisten Volksschüler mit dem Ende der Schulzeit zusammenfiel, war sie auch ein bürgerliches Initiationsritual, das am Wechsel in das Erwachsenenleben stattfand.

## Bedeutung
Die Zahl der Konfirmierten im Raum der Evangelischen Kirche in Deutschland verringerte sich, analog zu den kleiner werdenden evangelischen Altersjahrgängen, von 240.000 Konfirmierten 2008 auf 166.000 Konfirmierte 2018. Die Quote der Konfirmierten an allen evangelischen Jugendlichen eines Jahrgangs sank in dieser Zeit von 91 Prozent auf 84 Prozent. Trotz der sinkenden absoluten und relativen Zahlen gehört die Konfirmation damit zu einer der stabilsten Ausdrucksformen des Evangelischseins.
Die Konfirmation hat in ihrer geschichtlichen Entwicklung vier Bedeutungen bekommen:
1. die persönliche Bestätigung der Taufe und damit das bewusste Ja zum christlichen Glauben und zur Kirchenzugehörigkeit.
2. Abschluss des kirchlichen Unterrichtes mit „Lehrbefragung“ bzw. Katechismusprüfung
3. Zulassung zum Abendmahl
4. Eintritt ins (kirchliche) Erwachsenenleben

Die Konfirmation wird kirchenrechtlich als Übertritt zum mündigen Kirchenmitglied gesehen, wobei die konkreten Rechte in den verschiedenen Kirchen unterschiedlich sind:
- In einigen Kirchen, insbesondere der lutherischen Tradition, dürfen nur Konfirmierte am Abendmahl teilnehmen. In Kirchen, die eine offene Kommunion oder das Kinderabendmahl praktizieren, hat dieser Punkt keine Bedeutung mehr.
- In vielen Kirchen haben Konfirmierte das Recht, Taufpaten zu sein, auch wenn sie noch nicht volljährig sind.
- In einigen Schweizer Kirchen ist mit der Konfirmation das Stimmrecht und das aktive und passive Wahlrecht in der Kirchengemeinde verbunden, es kann also im Prinzip ein 16-jähriger Konfirmierter Kirchenältester oder Synodale werden. Auch in einigen deutschen Landeskirchen besitzen 14-jährige Konfirmierte bereits das aktive Wahlrecht für das Presbyterium bzw. den Kirchenvorstand. Das aktive Wahlrecht fällt somit mit der Konfirmation zusammen. Wegen der eingeschränkten Geschäftsfähigkeit ist das passive Wahlrecht in den meisten EKD-Gliedkirchen an die Volljährigkeit gebunden.
- Zudem besitzen sie das Recht, in Notfällen Ungetaufte zu taufen (Nottaufe).

## Ritus
Die Konfirmation wird im Rahmen eines Festgottesdienstes vollzogen, in dem die Konfirmanden ihren Glauben öffentlich bekräftigen sollen. Damit wird an ihre Taufe als Kind angeknüpft, bei der Eltern und Paten stellvertretend für sie den Glauben bekannt haben. In einigen Kirchen geschieht das durch das Sprechen des apostolischen Glaubensbekenntnisses, in anderen wird kein spezifisches Bekenntnis verlangt, sondern die Teilnahme an der öffentlichen Feier gilt als öffentliche Bekräftigung des Glaubens.
Die Konfirmanden empfangen den Segen durch Handauflegung sowie einen biblischen Konfirmationsspruch, der sie weiter durch ihr Leben begleiten soll. Danach (heute oft auch am Vorabend oder zu einem anderen geeigneten Zeitpunkt) nehmen sie häufig zum ersten Mal am Abendmahl teil. Seit in einigen evangelischen Landeskirchen das Kinderabendmahl eingeführt wurde, verliert diese Zulassung zum Abendmahl jedoch zunehmend an Bedeutung. Das eigene „Ja“ zum Glauben gewinnt dafür an Gewicht.
Die Konfirmation ist gewöhnlich mit einem Familienfest und Geschenken verbunden. Die Geschenke waren traditionell am Übertritt ins Erwachsenenleben orientiert. So wurde regelmäßig die erste Armbanduhr oder Aussteuer an den Konfirmanden geschenkt. In früheren Jahrhunderten – etwa in der Barockzeit – wurde den Konfirmanden anlässlich ihres Ehrentages oft eine besonders aufwändig gestaltete Bibel mit Namens- und Jahresprägung als Erinnerung geschenkt. So finden sich Exemplare von Konfirmationsbibeln aus der Mitte des 18. Jahrhunderts, die ein handliches Format und eine edle Gestaltung mit schwarzem Ledereinband und ziseliertem Goldschnitt auf allen drei Buchschnittseiten aufweisen. Wurde eine Konfirmandenbibel auch verbunden mit dem Wunsch verschenkt, dass der Beschenkte diese zur Bibellektüre verwenden möge, so zeigt der fast makellose Erhaltungszustand mancher barocker Konfirmationsbibeln in historischen Bibliotheken, dass diese wenig bis gar nicht benutzt wurden (was übrigens auch oft für historische Traubibeln gilt). Daneben lassen sich auch Exemplare finden, die belegen, dass der Konfirmand seine Bibel als Begleiter durch sein ganzes Leben verwendet hat, etwa wenn starke Gebrauchsspuren und handschriftliche biographische Einträge zu finden sind.
Traditionell trugen Konfirmanden in Deutschland festliche schwarze Kleidung. Jungen bekamen früher oft ihre ersten langen Hosen. In anderen Ländern sind dagegen weiße Kleider (der Mädchen) oder Alben (für alle Konfirmanden) zur Konfirmation üblich, die vergleichbar dem Taufkleid die Reinheit des Getauften symbolisiert.

## Zeitpunkt

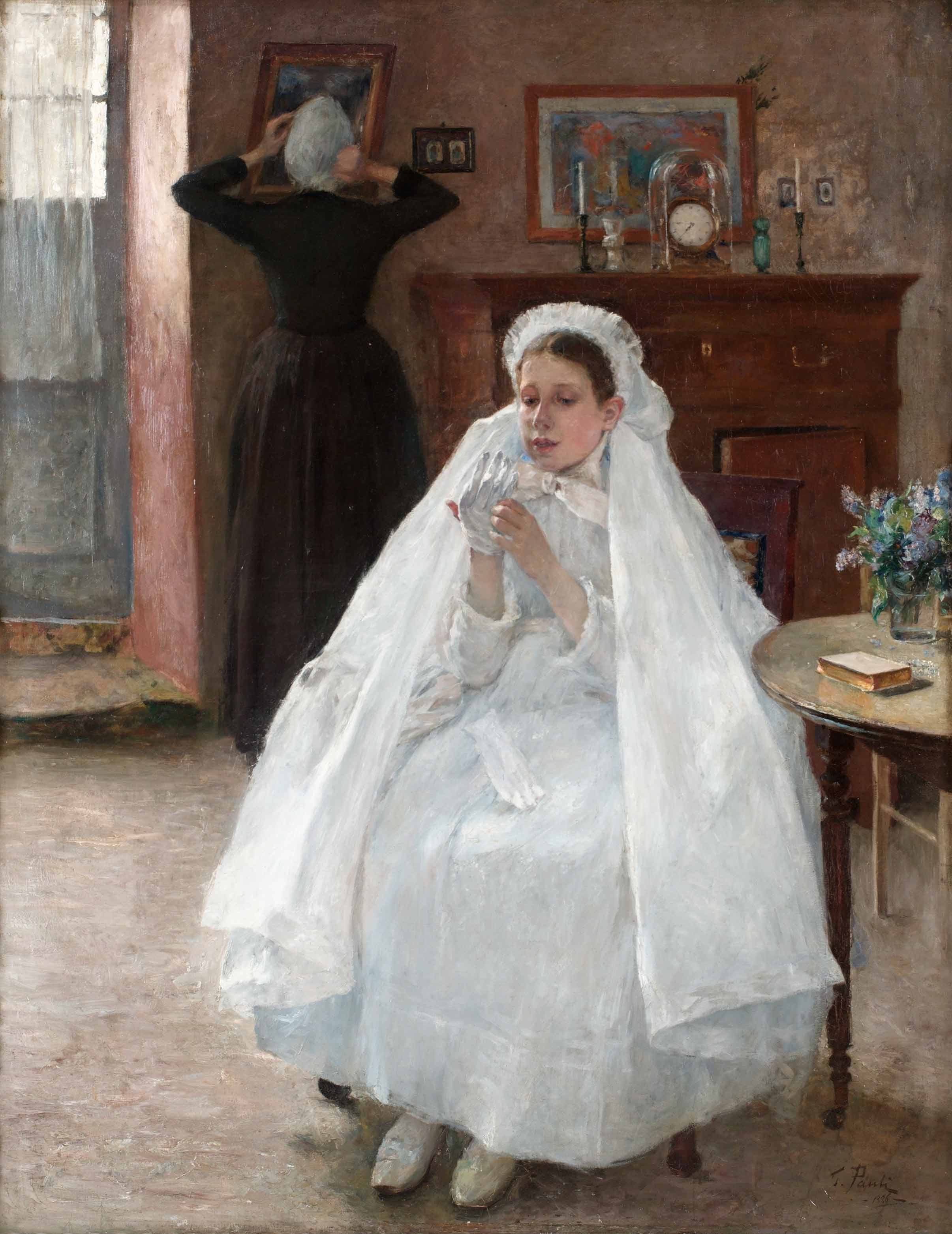
Georg Vilhelm Pauli: Französische Konfirmation

In den deutschen Landeskirchen findet die Konfirmation üblicherweise im Alter von 14 Jahren statt. Der ursprüngliche Grund lag darin, dass die meisten Volksschüler mit der 8. Klasse an Ostern ihre Schulzeit beendeten und vielfach von zuhause weggingen. Auch nach der Verlängerung der Schulzeit und der Verlegung des Schuljahresendes auf den Sommer wurden sowohl das Konfirmationsalter als auch die Jahreszeit beibehalten. Das Alter wurde beibehalten, weil Jugendliche in Deutschland seit der Weimarer Republik mit Vollendung des 14. Lebensjahres religionsmündig sind und nun selbst über ihre Zugehörigkeit zu einer Religionsgemeinschaft entscheiden und bestimmen können.
An der früher weit verbreiteten Festlegung der Konfirmation auf den Palmsonntag wird in einigen Landeskirchen festgehalten. Die Feier am Palmsonntag hat ihren Ursprung darin, dass die Konfirmation in Verbindung mit der Entlassung aus der Volksschule gesehen wurde und vor Antritt der oft am 1. April beginnenden Lehre erfolgen sollte. In anderen deutschen Landeskirchen gelten heute andere Regelungen; so sollen die Konfirmationen beispielsweise im Rheinland und in Westfalen zwischen Ostern und Pfingsten, frühestens also an Quasimodogeniti und spätestens an Exaudi, stattfinden. Quasimodogeniti ist als der Sonntag nach Ostern in der alten Kirche der Sonntag, an dem die Täuflinge der Osternacht ihre weißen Taufgewänder wieder ablegten, und damit ein Tag der Tauferinnerung. Die Verbindung zur Konfirmation liegt somit nahe. Im badischen Markgräflerland wird die Konfirmation traditionell am Sonntag Judika gefeiert; deshalb wird sie im regionalen alemannischen Dialekt oft noch als „Judika“ bezeichnet.
In den Schweizer Landeskirchen findet die Konfirmation im Alter von 15 oder 16 Jahren statt, wodurch sie mit dem Abschluss der obligatorischen Schulzeit zusammenfällt und auch so einen Übertritt ins Erwachsenenalter markiert. Mit der landesweiten Einführung des Schuljahrendes im Sommer gegen Ende des 20. Jahrhunderts ist die früher selbstverständliche Feier der Konfirmation an Palmsonntag hinfällig geworden, und sie findet oft im Frühsommer statt.
In der Selbständigen Evangelisch-Lutherischen Kirche können Konfirmationen ganzjährig gefeiert werden.

## Vorbereitungszeit: Die Konfirmandenarbeit

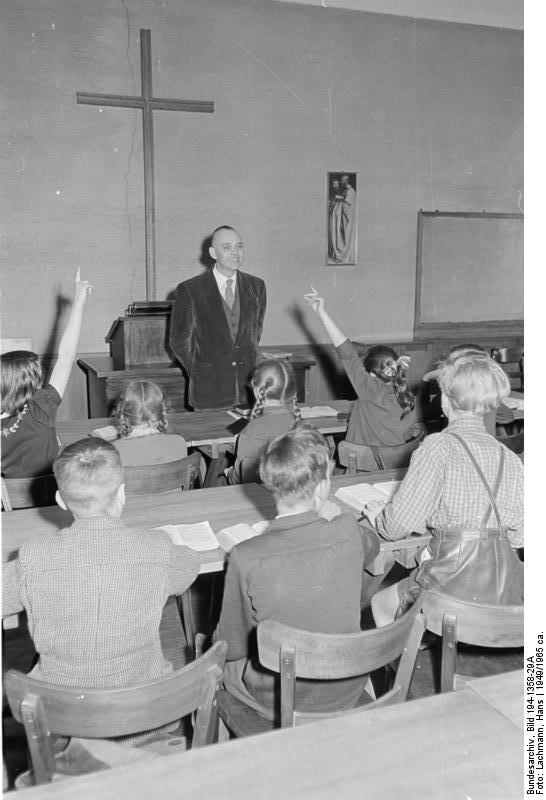
Konfirmandenunterricht 1949

Die Vorbereitung auf die Konfirmation dauert je nach Kirchenordnung zwischen neun Monaten und mehreren Jahren. Da während der nationalsozialistischen Herrschaft der Religionsunterricht meist nicht den Vorstellungen der Kirche entsprach, wurde in den 1930er Jahren in vielen Gemeinden ein drittes Unterrichtsjahr eingeführt, und der Unterricht begann bereits in der 6. Klasse. Damit wurde zwischen Vorkatechumenen, Katechumenen und Konfirmanden unterschieden. Im zweijährigen Modell werden die Jugendlichen während des ersten Unterrichtsjahrs als Vorkonfirmanden, Katechumenen oder Präparanden, während des zweiten Jahres als Konfirmanden bezeichnet.
Traditionell findet der Konfirmandenunterricht einmal wöchentlich statt und wird von einem Pfarrer oder einer Pfarrerin abgehalten. In den letzten Jahrzehnten werden daneben in vielen Landeskirchen andere Formen wie 14-täglicher Unterricht, Kursunterricht oder Blockunterricht praktiziert. Statt des traditionellen Terminus „Konfirmandenunterricht“ wird daher in Anlehnung an die Jugendarbeit inzwischen zumeist von „Konfirmandenarbeit“ gesprochen. Gemeinsame Freizeiten oder sogenannte „Konfi-Camps“ gewinnen an Bedeutung. Zunehmend wirken auch Ehrenamtliche, jugendliche Mitarbeiter und Eltern in der Konfirmandenarbeit mit. An vielen Orten beginnt der Unterricht inzwischen schon in der 3. oder 4. Klasse, eine Phase der Jugendarbeit schließt sich an, bevor dann nach einem weiteren Unterrichtsjahr die Konfirmation mit 14 Jahren stattfindet.
Im Konfirmandenunterricht sollen Glaubensinhalte behandelt werden. Das früher übliche Auswendiglernen von Katechismustexten, Bibelversen und geistlichen Liedern sowie Abfragen des Erlernten tritt seit den 1970er-Jahren mehr und mehr zurück. Die Kirche in ihrer ganzen Vielfalt zu erfahren und zu verstehen, durch klassischen Unterricht, Besuche oder Praktika, sowie Begleitung während einer Phase der Pubertät zu bieten, sind stattdessen in den Vordergrund getreten.
In der Konsequenz wurde der Vorstellungsgottesdienst weithin umgeformt: Die Prüfung durch Abfragen von Erlerntem wurde durch das gemeinsame Erarbeiten eines Gottesdienstes ersetzt, womit die Jugendlichen ihr Verständnis eines Themas zeigen.
Während dieser Zeit sind die Konfirmanden angehalten, regelmäßig die Gottesdienste ihrer Kirchengemeinde zu besuchen. Allerdings ist das Interesse an der Teilnahme an den Gottesdiensten unter den angehenden Konfirmanden im Bereich der Landeskirchen im Allgemeinen gering, so dass die meisten Kirchengemeinden seit vielen Jahren ein Kontrollsystem eingeführt bzw. eine Mindestbesuchszahl als Voraussetzung für die Zulassung zur Konfirmationsfeier festgelegt haben.

## Geschichte

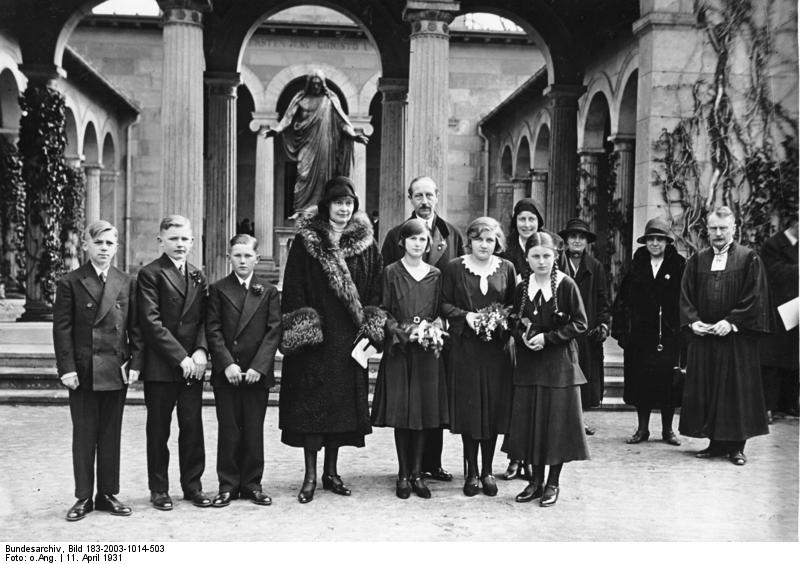
Nach der Konfirmation in der Potsdamer Friedenskirche, 1931

### Streit zwischen Gläubigen- und Säuglingstaufe
Die evangelische Konfirmation geht auf den in Straßburg wirkenden Reformator Martin Bucer zurück und ist erstmals 1539 in der hessischen Ziegenhainer Kirchenzuchtordnung formuliert. Martin Luther selbst hatte die Firmung wegen ihres Sakramentscharakters und fehlenden Schriftbezugs noch abgelehnt. Nach Luther bedurfte die Taufe keiner weiteren Ergänzung. Stattdessen sollte es eine Einführung in den Katechismus geben. Anstöße zur Entwicklung der evangelischen Konfirmation kamen letztlich durch die reformatorische Täuferbewegung, die die Taufe als persönliches Bekenntnis zum Glauben verstand (Gläubigentaufe) und die Kindertaufe als unbiblisch ablehnte. Martin Bucer entwickelte als Kompromiss das Modell der Konfirmation:

„Die Kindertaufe wurde zwar beibehalten. Die Heranwachsenden aber sollten zu einem Katechismusunterricht geschickt werden, der in einer symbolischen Handlung vor der Gemeinde gipfelte. Dadurch könnten sie nachträglich ein ‚Ja‘ zu ihrer Taufe sagen, so der Gedanke. Somit entsprach Bucer dem Anliegen der Täufer, ohne die Säuglingstaufe aufzugeben: Die Konfirmation war geboren.“

### Ziegenhainer Kirchenzuchtordnung als Kompromiss
Die Ziegenhainer Kirchenzuchtordnung nennt sechs wesentliche Punkte der Konfirmation:
- Erinnerung an die Taufe
- Prüfung über die fürnemsten Stücke der christlichen Lehre

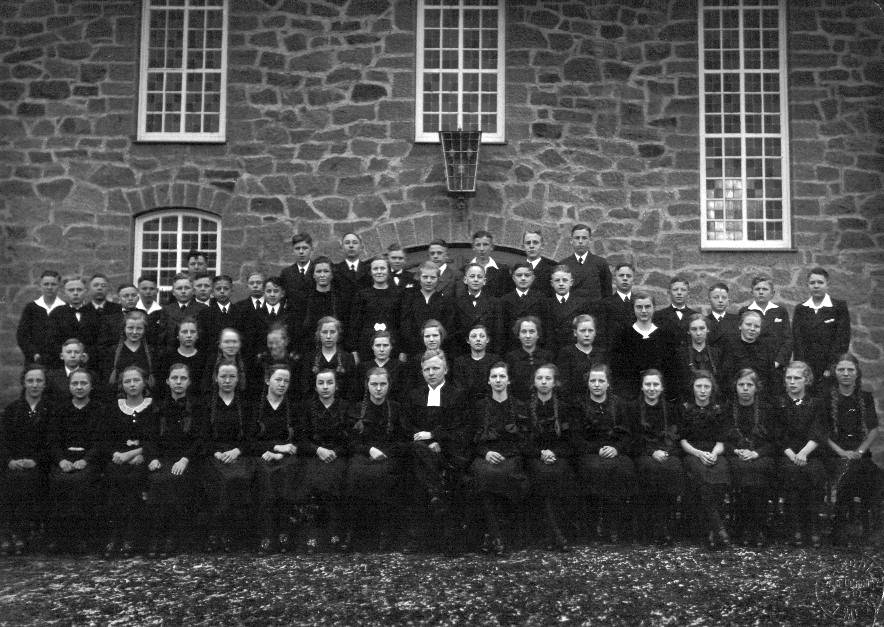
Konfirmanden 1939 (Oetinghausen)

- Bekenntnis der Konfirmanden
- Handauflegung
- Fürbitte
- Zulassung zum Abendmahl

### Persönliches Bekenntnis oder Initiationsfeier
Flächendeckend konnte die Konfirmation sich erst im 18. Jahrhundert durchsetzen, als der Pietismus in Deutschland zunehmend die Bedeutung des persönlichen Bekenntnisses betonte. Gleichzeitig entwickelte sich die Konfirmation zur Schulabschlussprüfung und -feier.
Im 19. Jahrhundert entstand unter Freireligiösen, Freidenkern und in der Arbeiterbewegung das Bedürfnis, eine Initiationsfeier ohne religiösen Hintergrund zu veranstalten. Als Alternative zur Konfirmation entstand die Jugendweihe, die jedoch auch in den Jahren der Weimarer Republik eine gesellschaftliche Randerscheinung blieb. Mehr als 95 Prozent der Jugendlichen feierten nach wie vor das Fest der Konfirmation bzw. der Firmung.

#### Entwicklung seit den 1950er Jahren
Erst in der DDR, in der die evangelische Konfirmation seit 1954 von staatlicher Seite stark bekämpft und die Jugendweihe favorisiert wurde, änderte sich das. Wer die staatlich geforderte Jugendweihe verweigerte, musste mit Nachteilen rechnen. Seit etwa 1960 konnten Jugendliche zuerst an der Jugendweihe teilnehmen und sich ein Jahr später konfirmieren lassen. Während der weiteren Entwicklung nahm die Bedeutung der Konfirmationsfeier im Verhältnis zur Jugendweihe immer mehr ab. Verzeichnete die Anzahl der Konfirmationen im Bereich der neuen Bundesländer nach dem Ende der DDR und der Wiedervereinigung zunächst eine deutliche Zunahme, so gewann die Jugendweihe nach kurzer Zeit wieder an Bedeutung, nicht zuletzt weil die beiden großen christlichen Konfessionen nur eine untergeordnete Rolle spielen und die Mehrheit der Bevölkerung konfessionslos ist. In den westlichen Bundesländern, in denen die Jugendweihe bis zur Wiedervereinigung nur ein Schattendasein fristete, erfuhren Jugendweihen/-feiern durch die Zuwanderung von Ostdeutschen eine Wiederbelebung.

## Konfirmation und andere Konfessionen

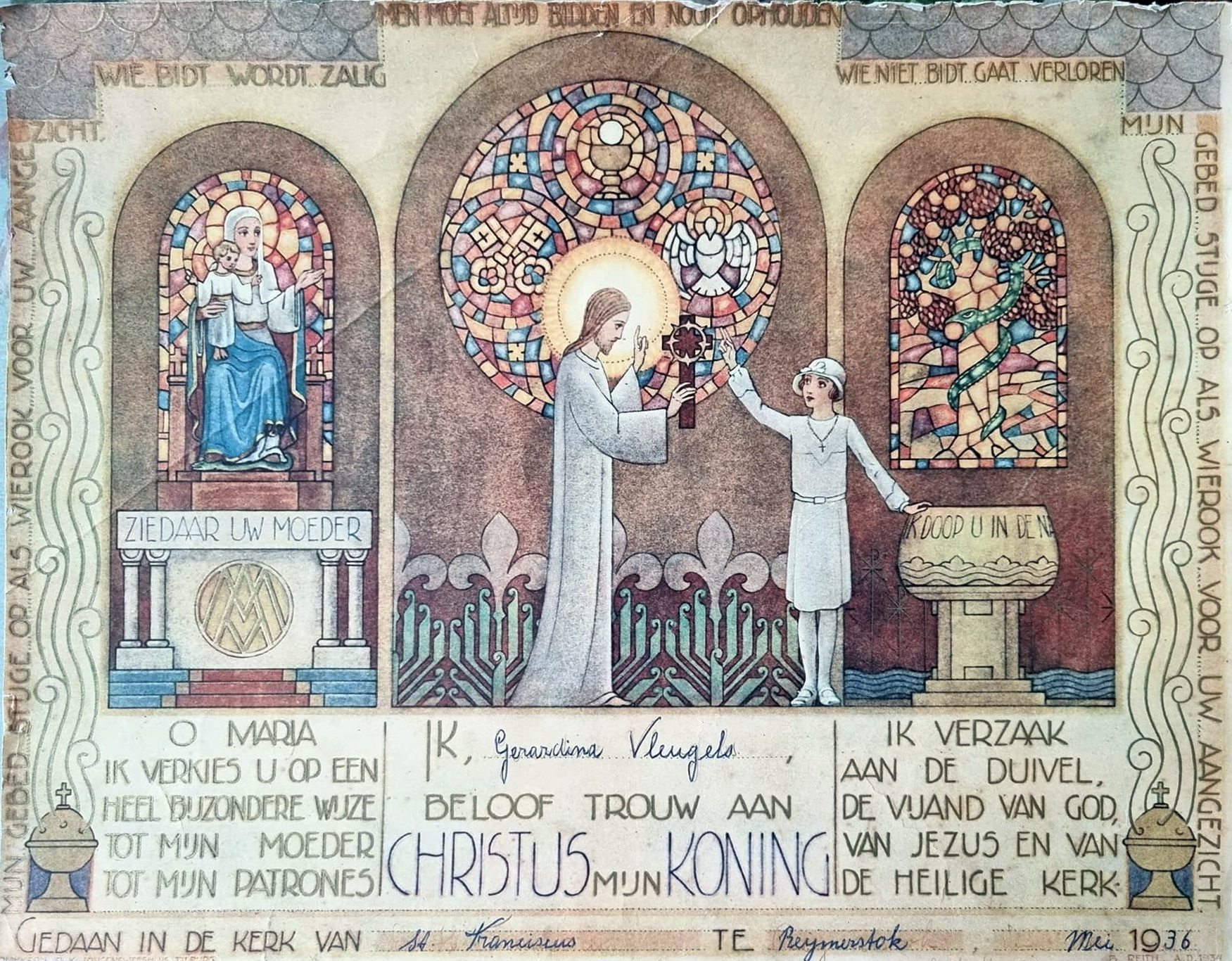
Urkunde zur Erneuerung der Taufgelübde eines 12-jährigen katholischen Mädchens (1936)

In den katholischen und orthodoxen Kirchen nimmt die Firmung bzw. Myronsalbung nicht (bzw. im Westen allenfalls akzidentiell zusätzlich) die Rolle eines Übergangsrituals ein. In den Ostkirchen wird die Versiegelung mit dem heiligen Myron (= Chrisam) unmittelbar im Anschluss an die Taufe gespendet, während als Kinder getaufte lateinische Katholiken die Firmung in der Regel durch einen Bischof im Alter von mindestens 7 (im deutschen Sprachraum für gewöhnlich zwischen 12 und 16) Jahren empfangen. Zur Firmung in der katholischen Kirche gehört die „Erneuerung des Taufversprechens“.
In der Neuapostolischen Kirche wird ein 14-jähriger Jugendlicher nach einem Jahr Konfirmationsunterricht konfirmiert. Dabei soll er mit einem Gelübde die bisher erfahrenen Sakramente (Taufe, Versiegelung) bestätigen und künftig Selbstverantwortung für sein Glaubensleben tragen.
Baptisten, Mennoniten und andere taufgesinnte Kirchen kennen keine Konfirmation, da erst mit der Gläubigentaufe die Aufnahme in die volle Mitgliedschaft der Gemeinde erfolgt. Allerdings wird in diesen Kirchen ein zwei- bis dreijähriger Bibelunterricht für 12- bis 14-Jährige angeboten. Am Ende dieses Unterrichts steht ein besonderer Abschlussgottesdienst.
Einige evangelische Kirchen (Methodisten, Altreformierte) kennen zwar das öffentliche Bekenntnis des Glaubens als Voraussetzung für die Mitgliedschaft, haben aber kein festgelegtes Konfirmationsalter. Jugendliche bzw. Erwachsene sollen ihren Glauben erst dann bekräftigen, wenn sie sich dazu innerlich in der Lage sehen. Gewöhnlich wird in solchen Kirchen zum Abschluss des Unterrichtes ein Einsegnungsgottesdienst gefeiert, während die Konfirmation ihrem theologischen Gehalt nach erst später bei der „Gliederaufnahme“ zum Ausdruck kommt, dann erst beginnt die volle und mündige Kirchenmitgliedschaft. Diese Kirchen vermeiden in der Regel das Wort Konfirmation sowohl für den Einsegnungsgottesdienst als auch für die Bekenntnisfeier. In der Evangelisch-methodistischen Kirche in Deutschland (EmK) wird vom „Kirchlichen Unterricht“ gesprochen, dessen feierlicher Abschluss bislang jedoch nur selten mit der sogenannten „Gliederaufnahme“ verbunden ist.

## Kritik
Es gibt die Kritik, ein Großteil der Konfirmanden nehme vor allem aus familiären und finanziellen Gründen an der Konfirmationsfeier teil. Der Glaube an Gott, Jesus Christus oder die Bibel spiele nur in wenigen Fällen eine Rolle für die Teilnahme an der Konfirmationsfeier. Das gebe eine große Zahl der betroffenen Jugendlichen auf Nachfrage auch offen zu. Diese Kritik führte in evangelikalen und einigen freikirchlichen Kreisen zu Kritik an der Konfirmationspraxis der evangelischen Landeskirchen. Sie sehen in der formellen Einsegnung anlässlich der Konfirmationsfeier eher eine de facto „Aussegnung“: Für viele Konfirmanden sei die Feier der vorläufig letzte Kontakt mit ihrer Kirchengemeinde.
Schon Johann Hinrich Wichern (1808–1881), der Initiator der Inneren Mission der Evangelischen Kirche, kritisierte die herrschende Praxis der Konfirmation: Er sprach bereits von einer „religiösen Verwahrlosung der meisten Elternhäuser“, der Unaufrichtigkeit der Gelübde, dem Desinteresse am Eintritt in die Abendmahlsgemeinschaft der christlichen Gemeinde. Er sagte, dass die Konfirmation von den meisten Heranwachsenden und ihren Eltern lediglich als Abschluss der Kindheit und Übergang zu ungebundenem Erwachsensein betrachtet wird. Daher schlug er vor, den kirchlichen Unterricht mit abschließender „Einsegnung“ zu erhalten, aber das öffentliche Glaubensbekenntnis und das Gelübde als Voraussetzung der Zulassung zum Heiligen Abendmahl davon zu trennen und solchen vorzubehalten, denen es mit dem christlichen Glauben und Leben ernst ist.
Mit der Kritik an der landeskirchlichen Konfirmation ist in einigen Punkten darüber hinaus eine Kritik an der Praxis der Kindertaufe verbunden: Eine Konfirmation im religionsmündigen Alter ist nur nötig, weil die Kinder zuvor als Unmündige (in der Regel noch als Säuglinge) getauft wurden. Tauf- wie Konfirmationspraxis (falls letzteres dann überhaupt noch notwendig wäre) müsse auf einer mündigen persönlichen Entscheidung für den christlichen Glauben beruhen.

## Studien zur Konfirmandenarbeit
Als eines der wenigen Bildungsfelder außerhalb der Schule wird die Arbeit mit Konfirmanden seit 2007 intensiv wissenschaftlich erforscht. An der Eberhard-Karls-Universität Tübingen wurden drei empirische Studien zur Konfirmandenarbeit durchgeführt, die in der Buchreihe „Konfirmandenarbeit erforschen und gestalten“ veröffentlicht sind. In der ersten Studie zur Konfirmandenarbeit (2007/2008) wurden über 11.000 Konfirmanden sowie deren Eltern und die Mitarbeitenden mit Fragebögen zu zwei Befragungszeitpunkten befragt. In der zweiten Studie zur Konfirmandenarbeit (2012/2013) wurde dieser Forschungsansatz wiederholt und um eine weitere Befragung von ehemaligen Konfirmanden zwei Jahre nach ihrer Konfirmation ergänzt. In den Jahren 2021/2022 wurde durch die Evangelische Hochschule Ludwigsburg und die Humboldt-Universität zu Berlin eine dritte bundesweite Studie durchgeführt.
Neben diesen bundesweiten Studien koordiniert das von Friedrich Schweitzer gegründete und mittlerweile von Henrik Simojoki und Wolfgang Ilg geleitete Forschungsteam auch eine internationale Studie, an der sich neben Deutschland acht weitere Länder beteiligen (Dänemark, Finnland, Norwegen, Österreich, Polen, Ungarn, Schweden und die Schweiz).
Seit 2022 stellt das Forschungsteam der Konfi-Studien mit dem Online-Tool „i-konf“ ein Feedback-Tool bereit, mit dem Gemeinden einen wissenschaftlich entwickelten Fragebogen eigenständig einsetzen und auswerten können. Das Evaluationsverfahren lehnt sich an das System der Freizeitenevaluation an und beruht auf dem Prinzip der vernetzten Selbstevaluation.

## Konfirmationsjubiläen
In vielen Gemeinden wird das Jubiläum der Konfirmation, auch Jubelkonfirmation genannt, mit einer erneuten Segenshandlung in der Kirche der früheren Konfirmation oder in der Kirche des aktuellen Wohnorts gefeiert und mit einem Festgottesdienst am Vormittag, einer Feierstunde am Nachmittag und manchmal auch mit dem gemeinsamen Besuch der Gräber verstorbener Mitkonfirmanden begangen. Für die Jubilare wird oft auch ein anschließendes Wiedersehenstreffen organisiert. Der Termin für die Jubelkonfirmation wird örtlich unterschiedlich festgesetzt. Die Agende für die VELKD und die UEK bietet als Gottesdienstformular das Gedächtnis der Konfirmation an, es sind aber auch freiere Formen möglich. Obwohl die Konfirmation im Luthertum im Gegensatz zur katholischen Firmung nicht als Sakrament gilt, wird ihr in der protestantischen Gedächtnis- und Jubiläumskultur sehr große Bedeutung zugemessen, die jegliches katholische Brauchtum übertrifft. So ist die Feier von Firmungsjubiläen in der katholischen Kirche völlig unbekannt.
| Jahrestag | Bezeichnung             | Beleg  |
| --------- | ----------------------- | ------ |
| 10        | Bronzene Konfirmation   | [ 29 ] |
| 25        | Silberne Konfirmation   | [ 30 ] |
| 50        | Goldene Konfirmation    | [ 30 ] |
| 60        | Diamantene Konfirmation | [ 31 ] |
| 65        | Eiserne Konfirmation    | [ 31 ] |
| 70        | Gnadenkonfirmation      | [ 31 ] |
| 75        | Kronjuwelenkonfirmation | [ 32 ] |
| 80        | Eichenkonfirmation      | [ 32 ] |
| 85        | Engelkonfirmation       | [ 33 ] |

## Trivia
- Fitzgerald Kusz nahm in seinem erstmals 1976 in Nürnberg aufgeführten Theaterstück Schweig, Bub! eine Familienfeier anlässlich einer Konfirmation zur Handlung.

## Film
- Geld oder Glaube. Ein Jahr Konfirmandengruppe, Film von Heidi und Bernd Umbreit[34]